# Vallée de Vipava

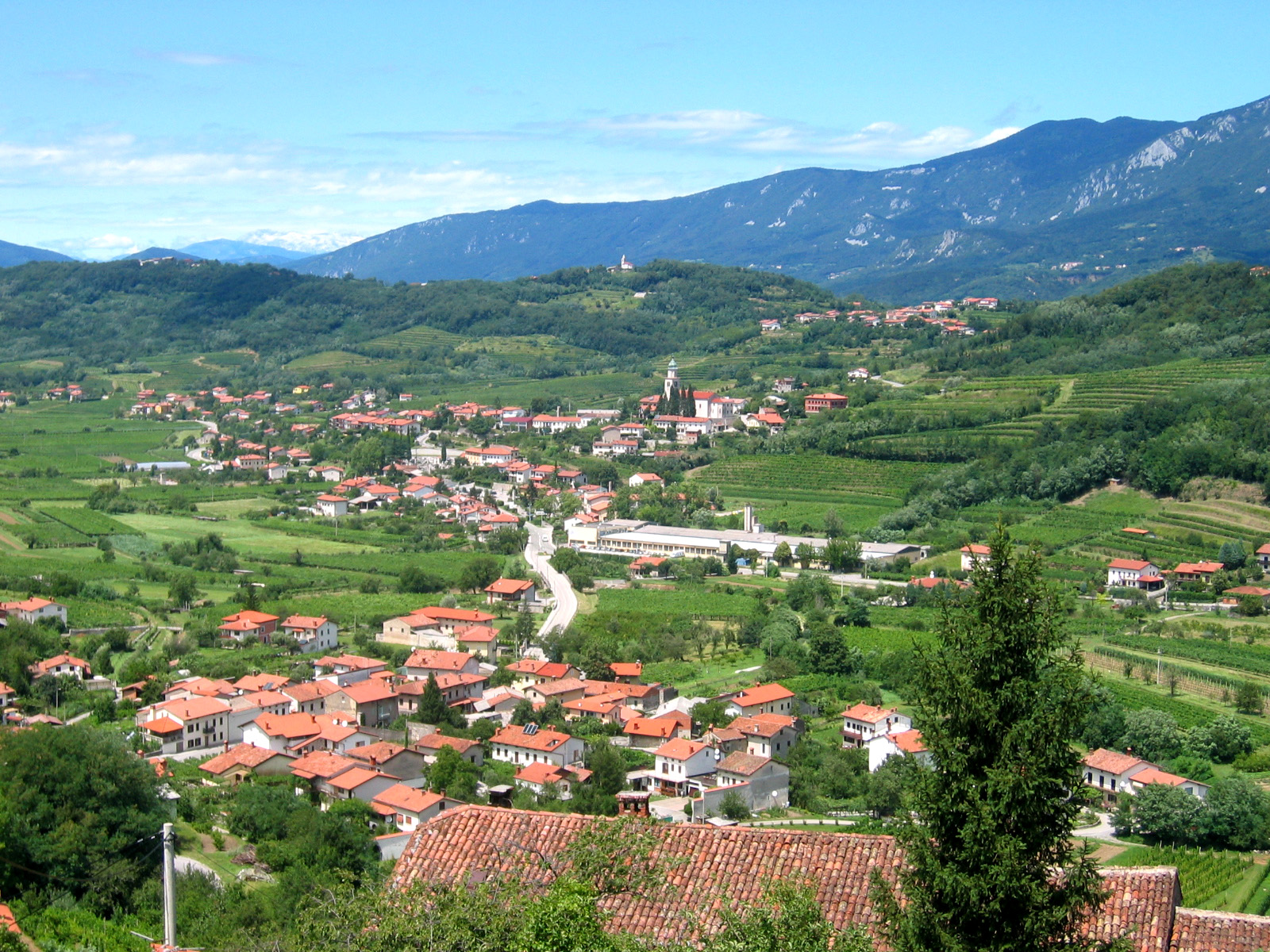
Le village de Branik dans la vallée de Vipava

La vallée de Vipava (slovène : Vipavska dolina ; allemand : Wippachtal ; italien : Valle del Vipacco), parcourue par la rivière Vipava, est une vallée située dans la région de Primorska, en Slovénie, entre les villes de Nova Gorica et Vipava. 

## Description
Il s'agit d'une étroite vallée, permettant le passage principal entre la région de Frioul et le centre de la Slovénie, ce qui en fait ainsi un important couloir entre le nord de l'Italie et l'Europe centrale. La vallée est fermée au sud par le Carso, un haut plateau rocheux calcaire  et au nord par la forêt de Trnovo. La vallée de Vipava fut nommée ainsi par la rivière éponyme qui la traverse. La principale aire urbaine de la vallée est Ajdovščina et administrativement, elle est divisée par les municipalités d'Ajdovščina, de Vipava, de Nova Gorica, de Renče-Vogrsko et de Miren-Kostanjevica. Une partie de la ville italienne de Savogna d'Isonzo, dans la Province de Gorizia, est aussi incluse dans la région.
La vallée connaît un climat relativement doux, profitable à la culture de différentes sortes de fruits (en particulier les pêches, les abricots, les kakis et les figues). Elle est également réputée pour ses vins de qualité, en particulier les vins blancs. Parmi les vins blancs, les cépages les plus répandus dans la région sont le chardonnay, le sauvignon ainsi que les variétés autochtones Zelen, Pinela et Vitovska Garganja. Parmi les cépages rouges, on peut citer le merlot, la barbera et le cabernet-sauvignon.
La bora, un vent très violent, touche parfois la région et il est particulièrement fort dans la surface qui sépare les villes de Vipava et d'Ajdovščina.
Historiquement, la partie nord-est de la vallée, qui concentre la ville de Vipava et la moitié de la ville d'Ajdovščina, appartenait au duché de Carniole (plus précisément, la Carniole-Intérieure) tandis que la partie occidentale appartenait au comté de Gorizia et Gradisca d'Isonzo et donc, au littoral autrichien. Aujourd'hui, les habitants se considèrent comme appartenant à la région de Goriška de Primorska pendant que l'identité carniolienne.
Des personnalités célèbres sont nées dans la région : les peintres Zoran Mušič et Veno Pilon, les poètes Stanko Vuk, Simon Gregorčič, Josip Murn et Nevin Birsa, le diplomate et auteur Sigismund von Herberstein, l'historien Martin Baučer, les pasteurs Sebastijan Krelj et Janez Svetokriški, l'auteur de la musique de l'hymne national slovène Stanko Premrl, le partisan héros Janko Premrl Vojko, l'auteur Danilo Lokar, l'historien littéraire Avgust Žigon et le designer Oskar Kogoj.

## Galerie de photos

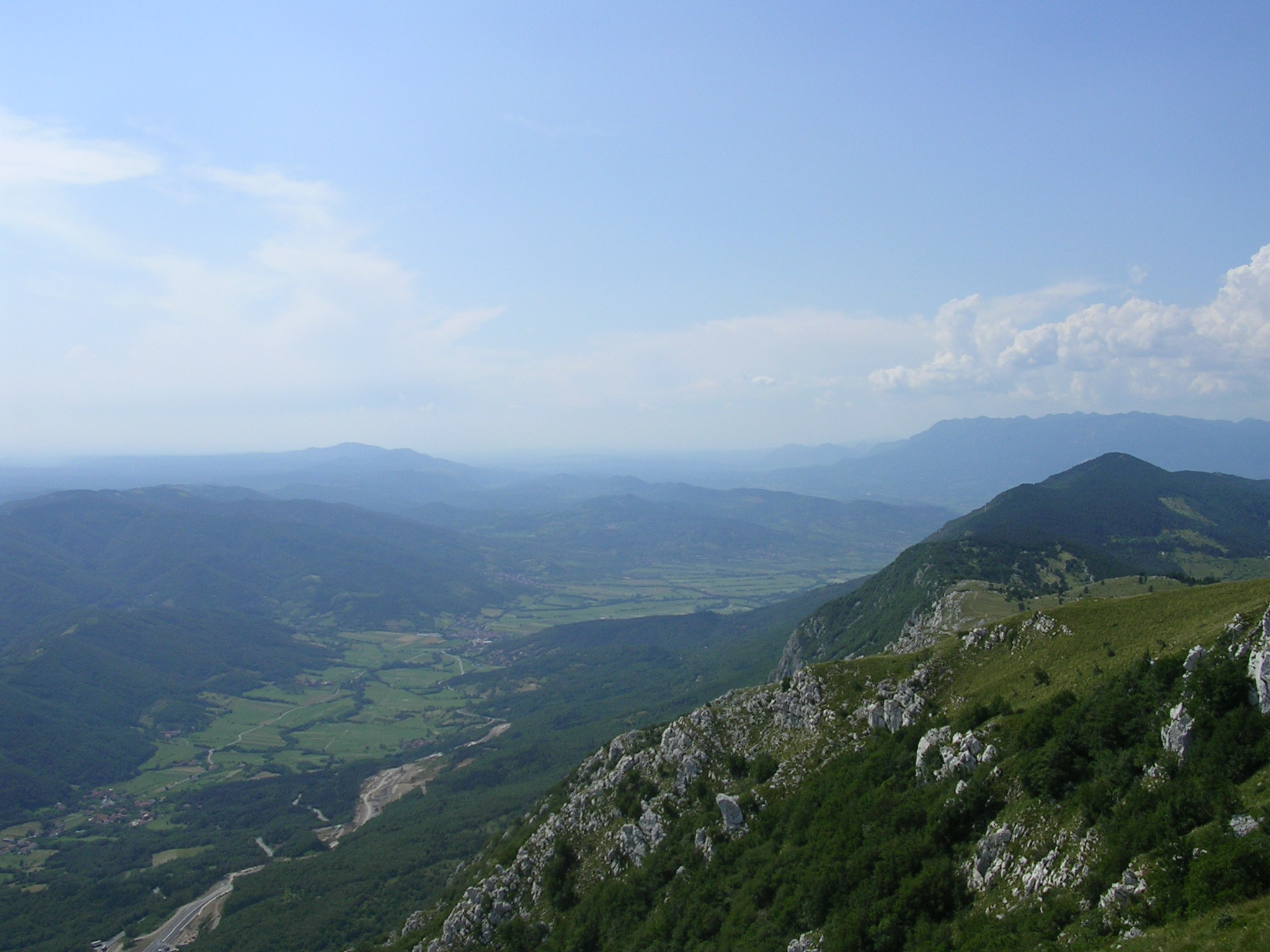
La vallée de Vipava vue du mont Nanos
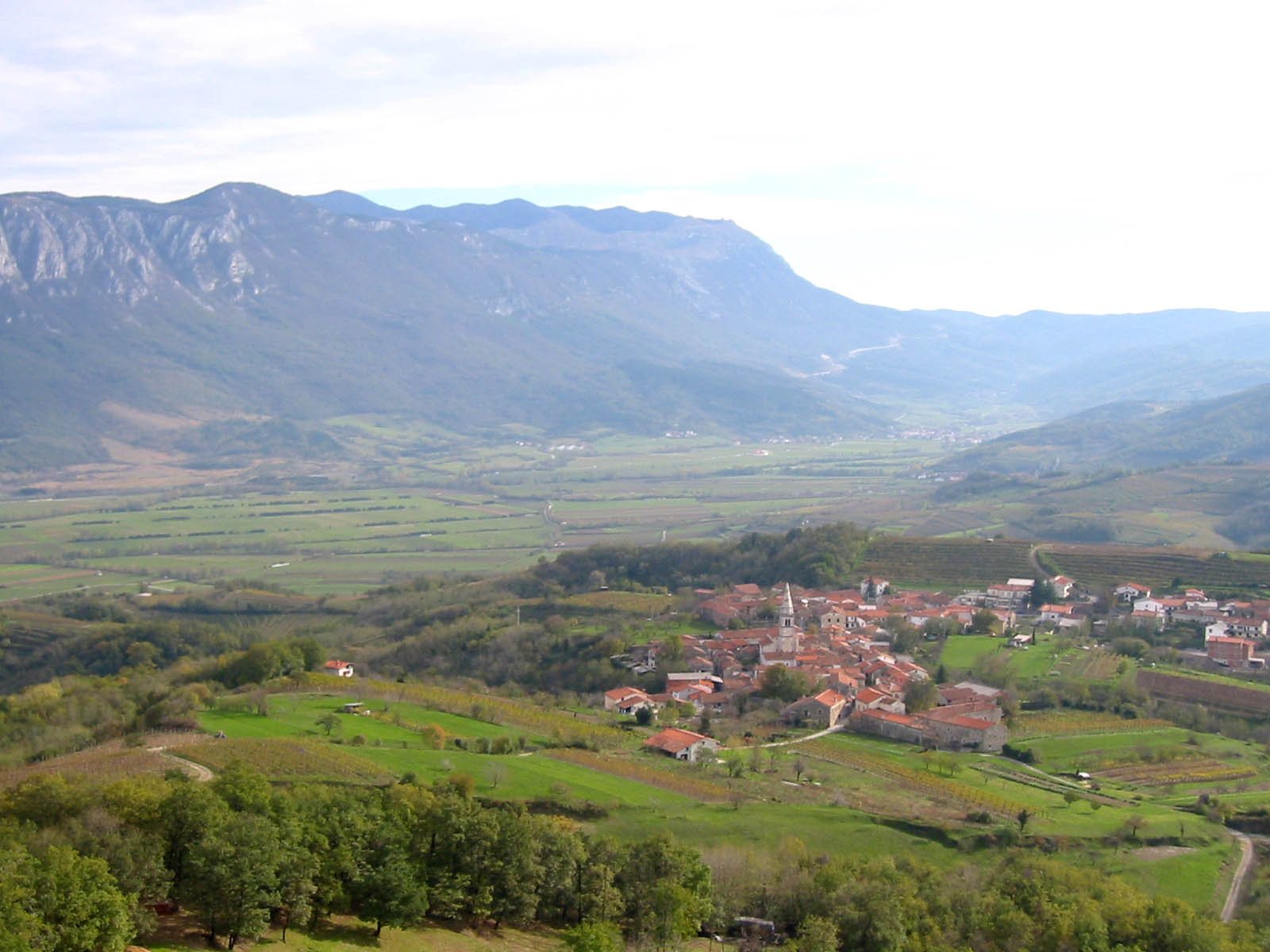
Le village de Goče avec le mont de Nanos en arrière-plan
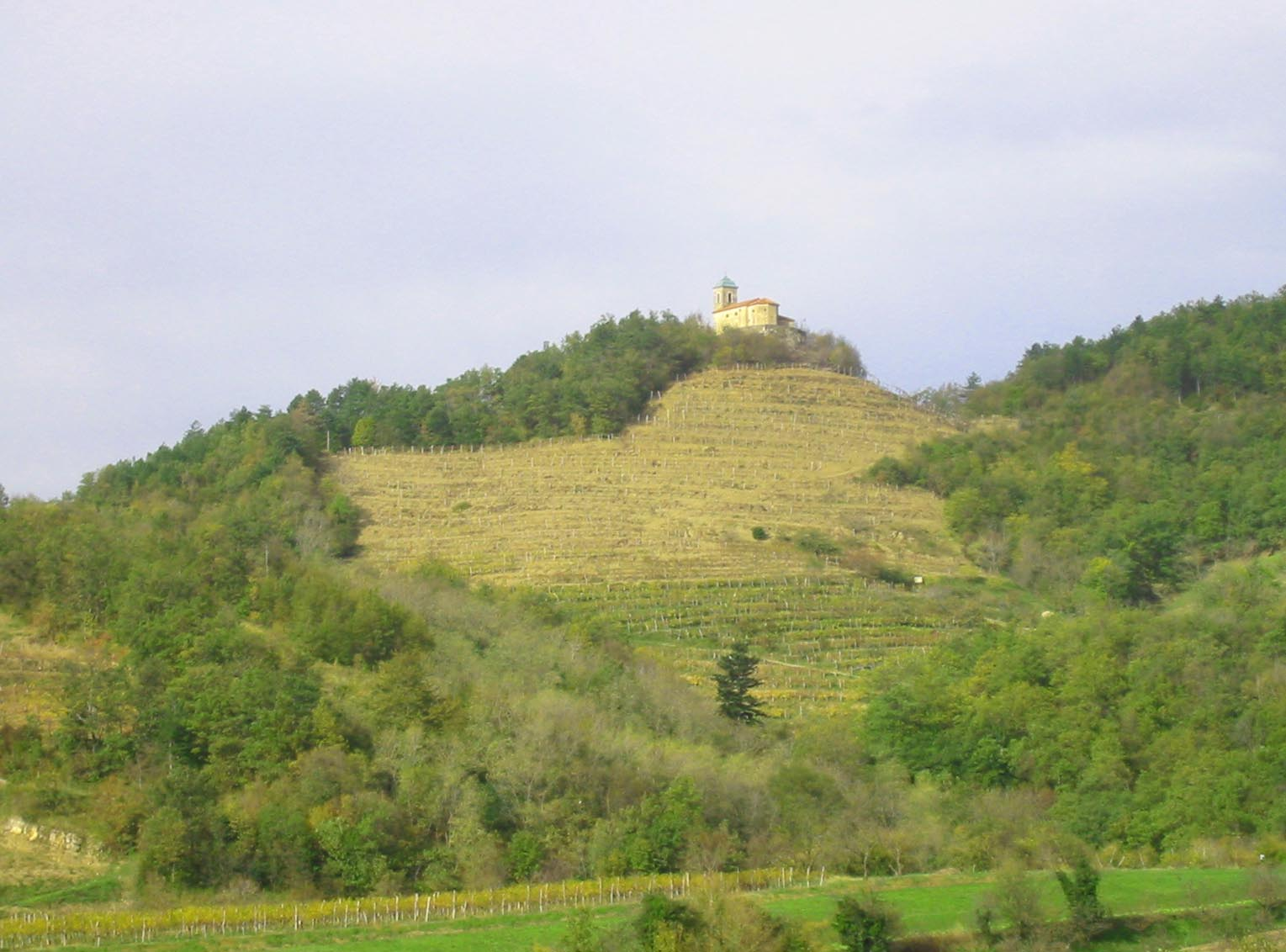
L'église de Marija Snežna (La Vierge des Neiges) à Goče
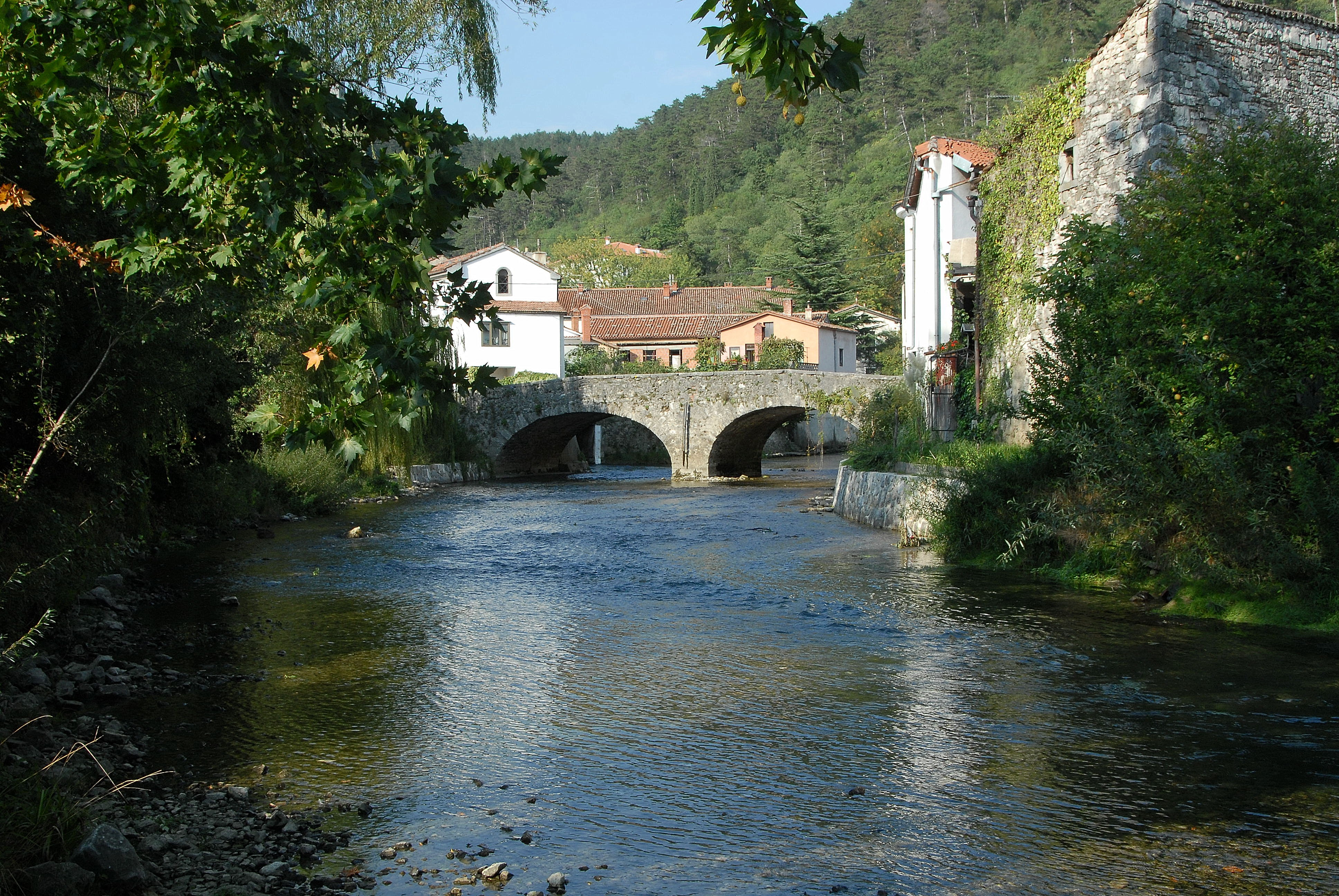
Les sources de la rivière de Vipava
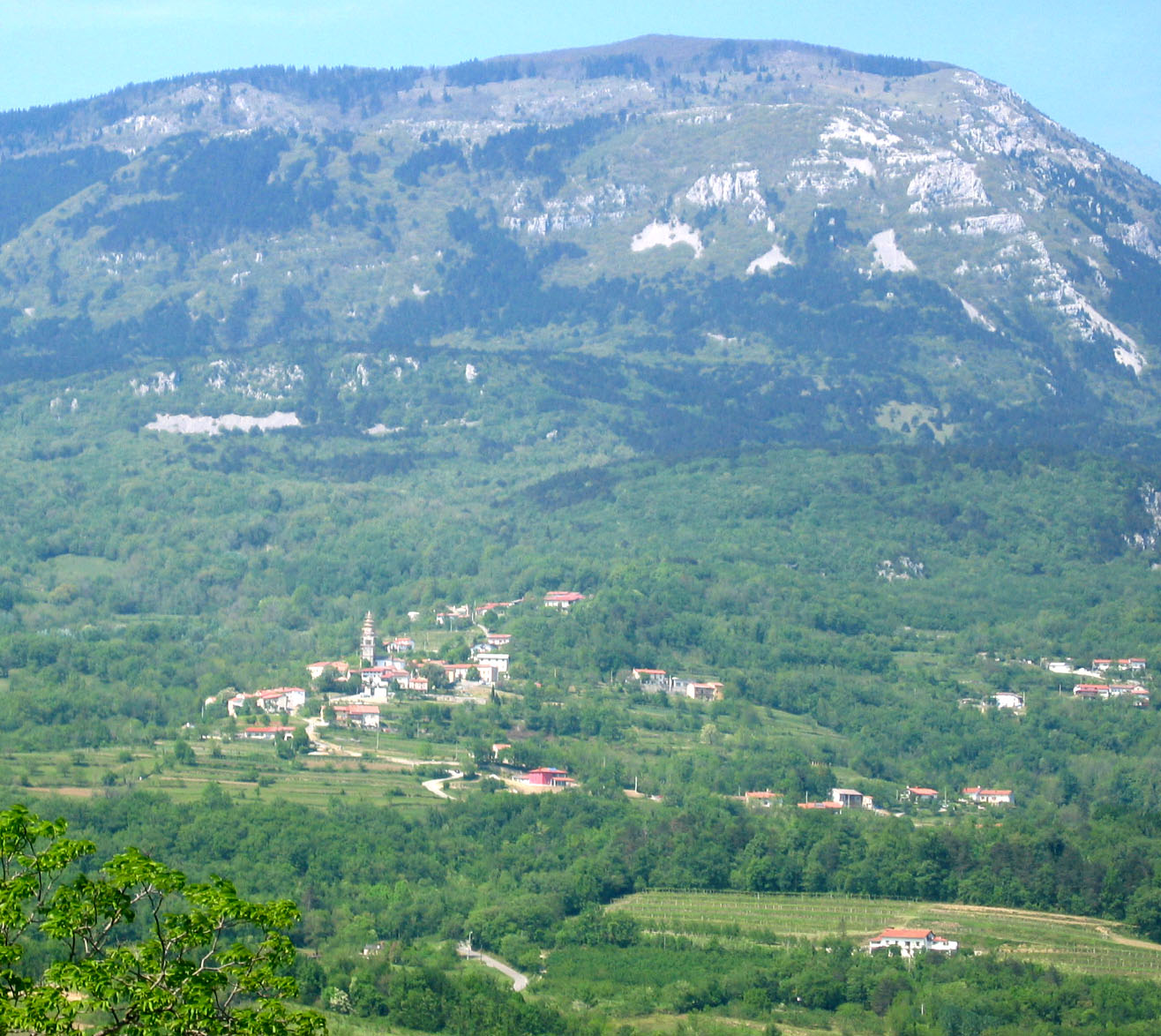
Le village de Štomaž, près d'Ajdovščina
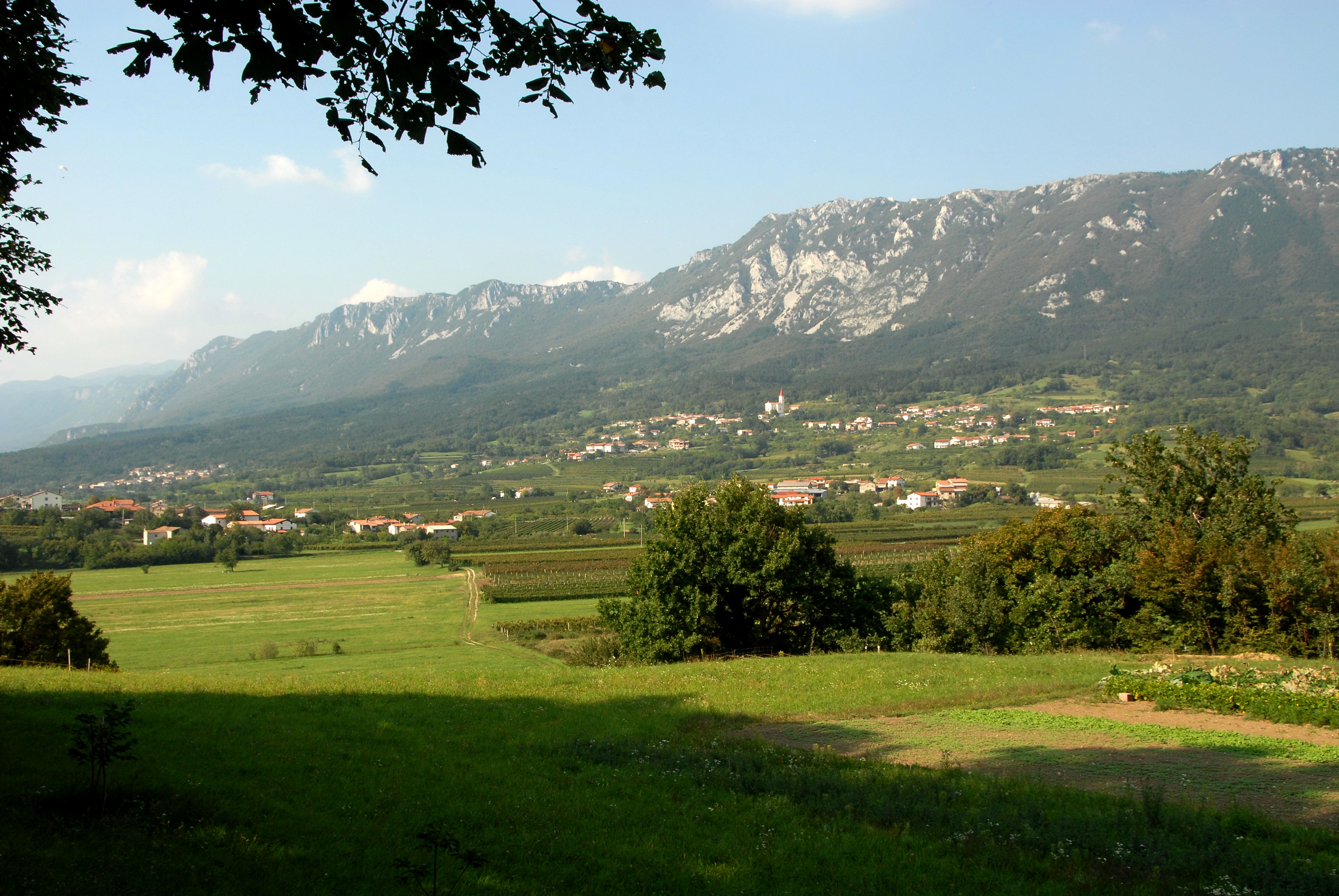
La vallée près d'Ajdovščina
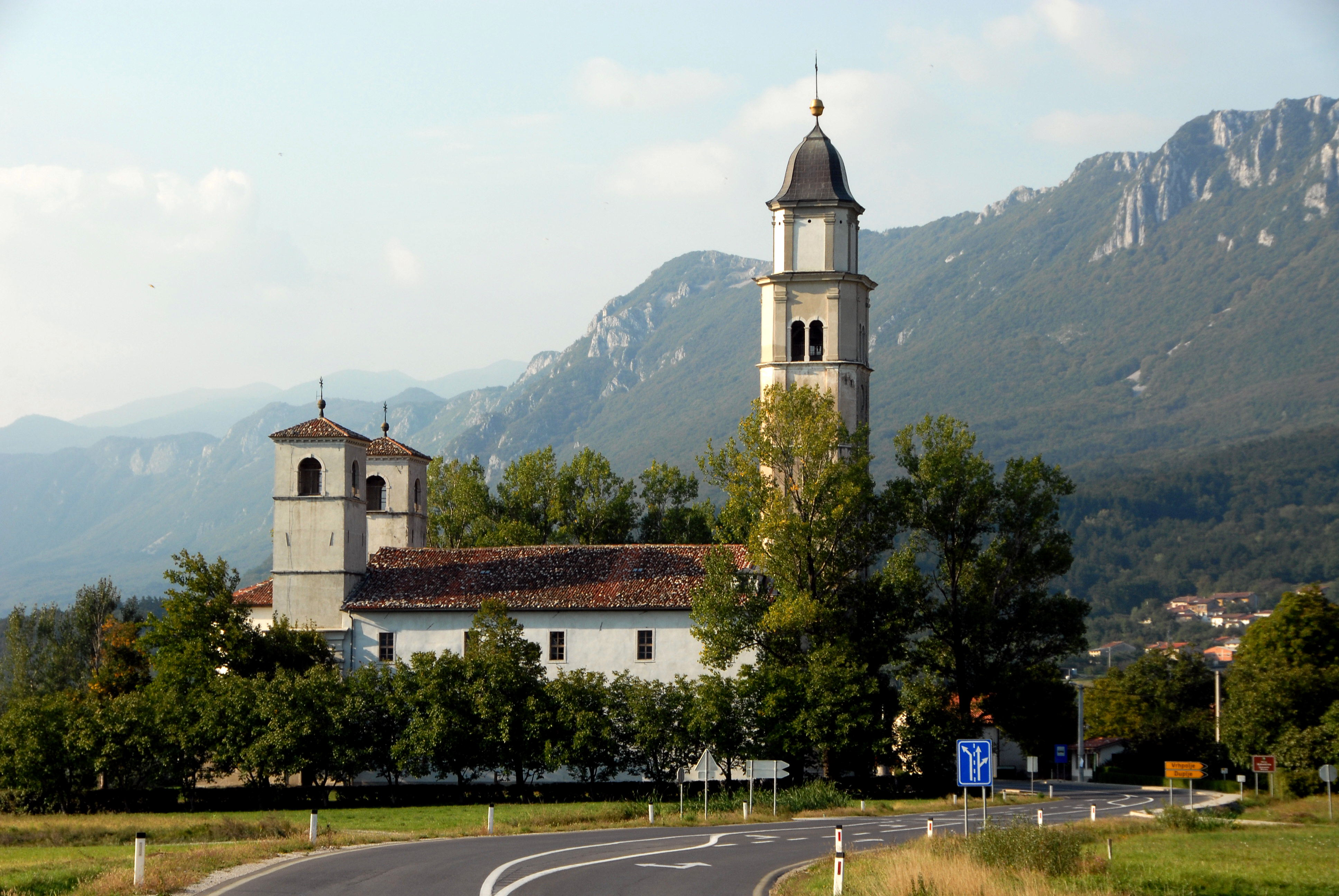
L'église proche d'Ajdovščina
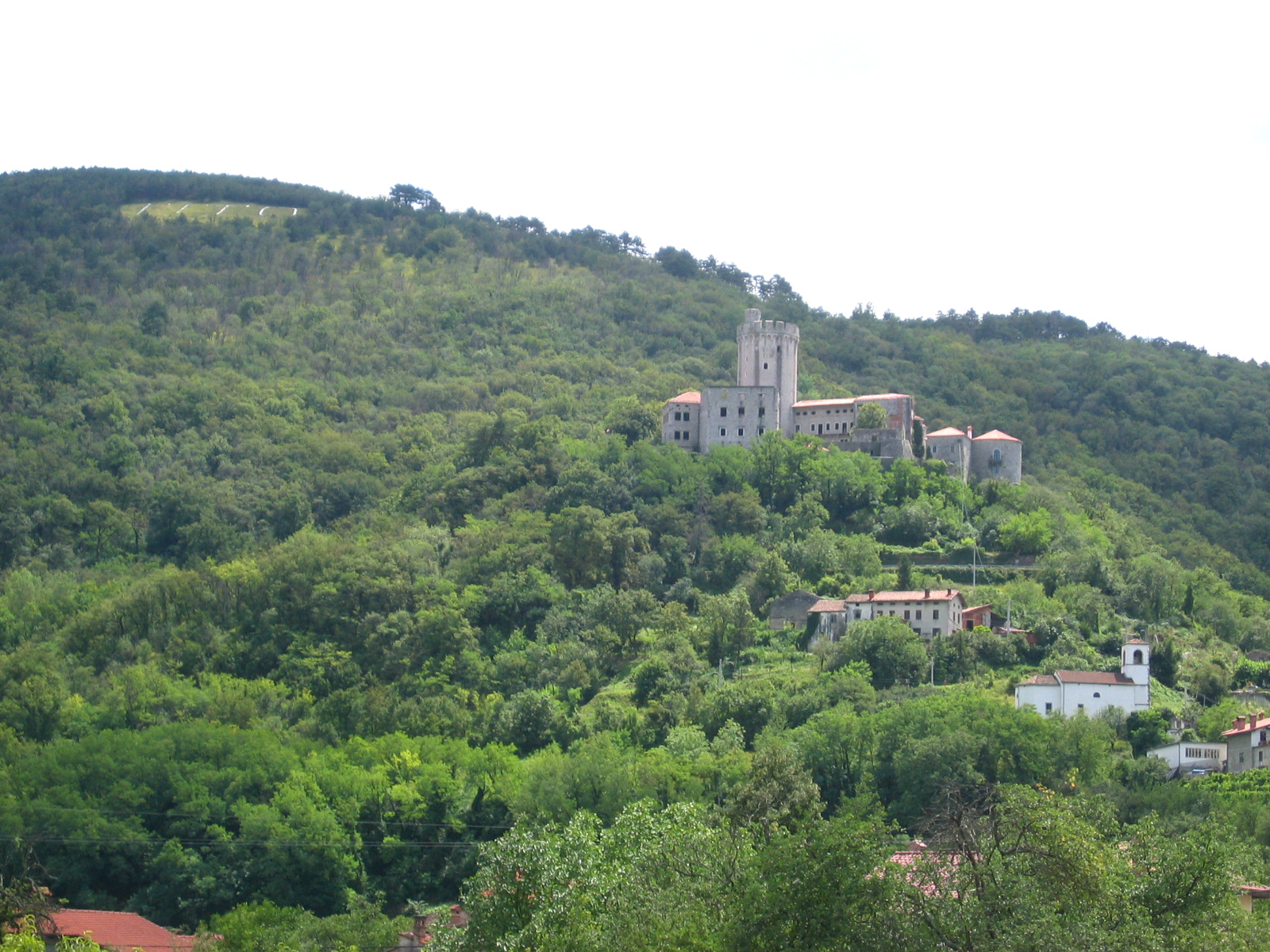
Le château Rihemberk à  Branik
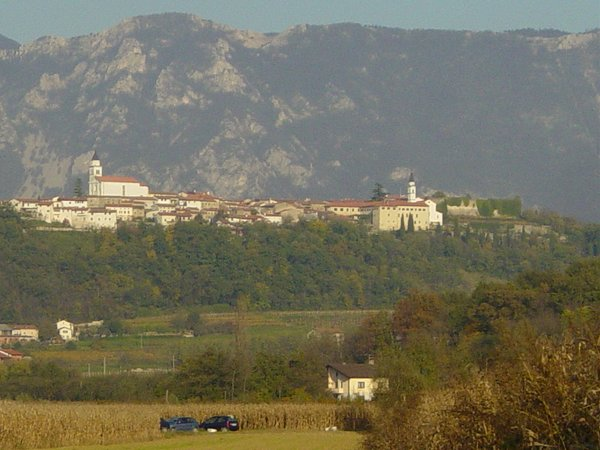
Le village fortifié de Vipavski Križ
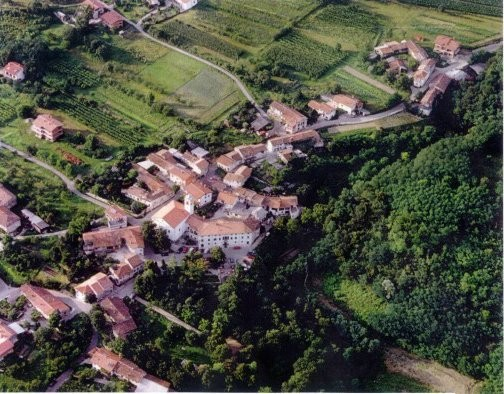
Le village de Ozeljan proche de Nova Gorica

### Sources
- (en) Cet article est partiellement ou en totalité issu de l’article de Wikipédia en anglais intitulé « Vipava Valley » (voir la liste des auteurs).